# Paratanus yusti
Paratanus yusti är en insektsart som beskrevs av Young 1957. Paratanus yusti ingår i släktet Paratanus och familjen dvärgstritar. Inga underarter finns listade i Catalogue of Life.